# Beehive

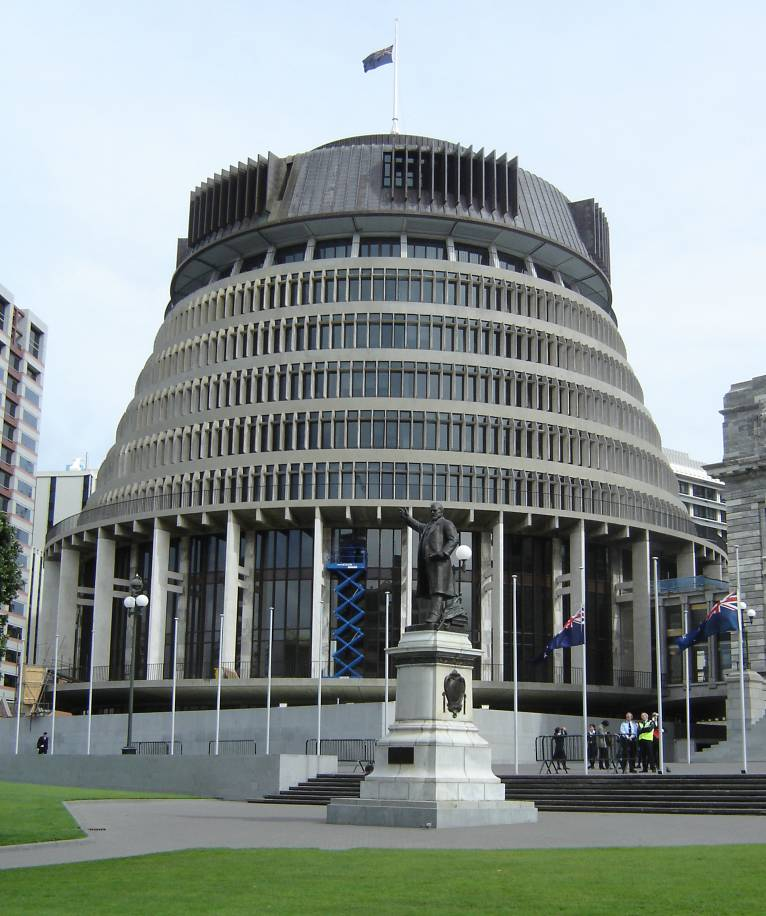
The Beehive

The Beehive – jedno ze skrzydeł nowozelandzkiego Parlamentu usytuowanego w Wellington (stolicy Nowej Zelandii) na rogu ulic: Molesworth Street i Lambton Quay. Nazwę zawdzięcza nietypowemu kształtowi, przypominającemu pszczeli ul. Pomysł powstania budynku często przypisuje się szkockiemu architektowi, Basilowi Spence’owi, zaś projekt Gibsonowi O’Conne’owi. Budynek zbudował Noel Gibson i jego ekipa budowlana.
Budynek ma 10 pięter. Na dziewiątym i części ósmego piętra znajdują się gabinety premiera Nowej Zelandii. Inne piętra zawierają m.in. gabinety ministrów.